# Funivia di Verano
La funivia Verano (in tedesco Seilbahn Vöran) collega la comunità altoatesina di Verano sul Tschögglberg con Postal (Burgstall) nella valle dell'Adige. La funivia fa parte della centrale viabilità altoatesina.

## Percorso

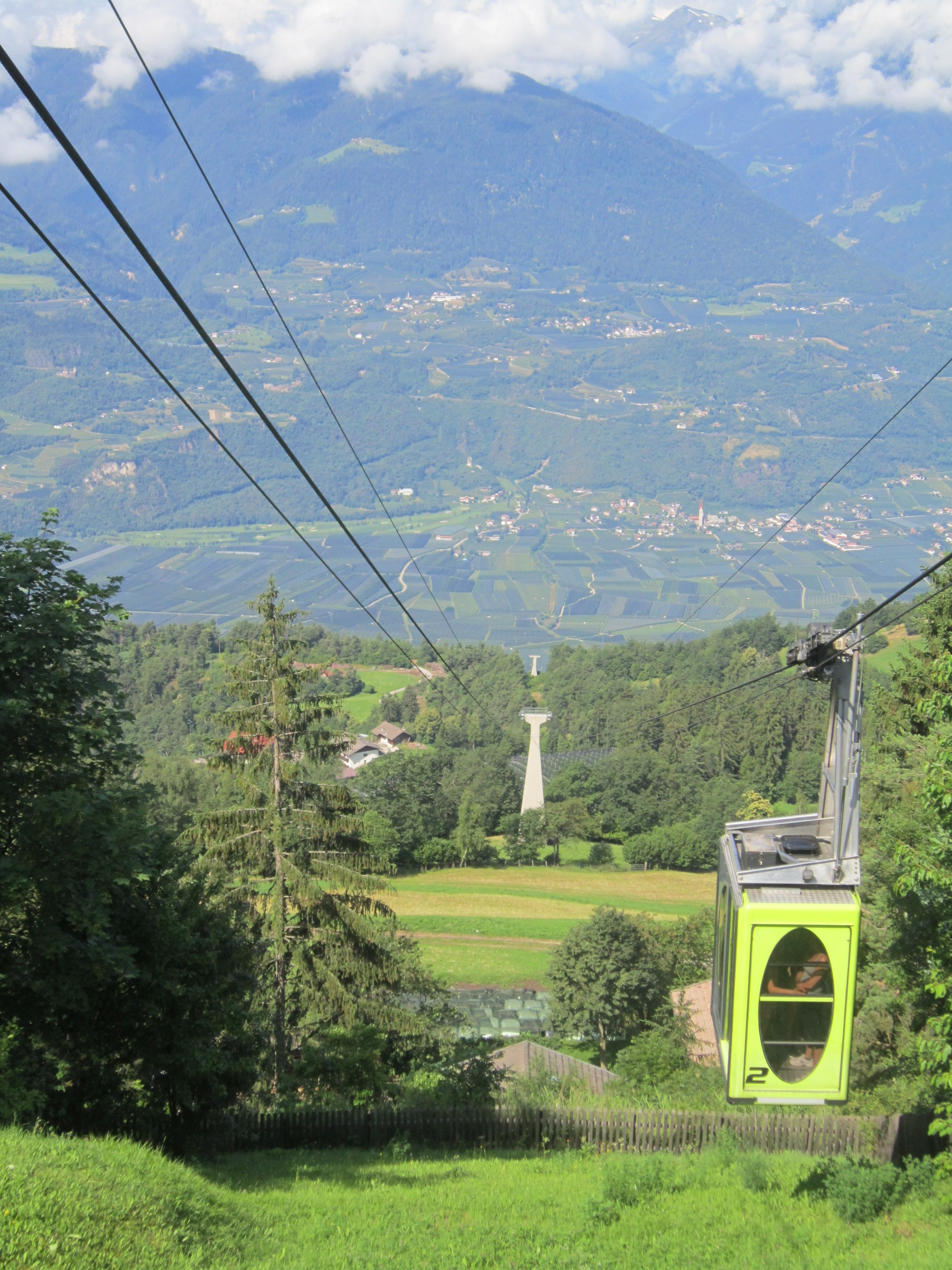
La funivia "intermedia" nel 2013

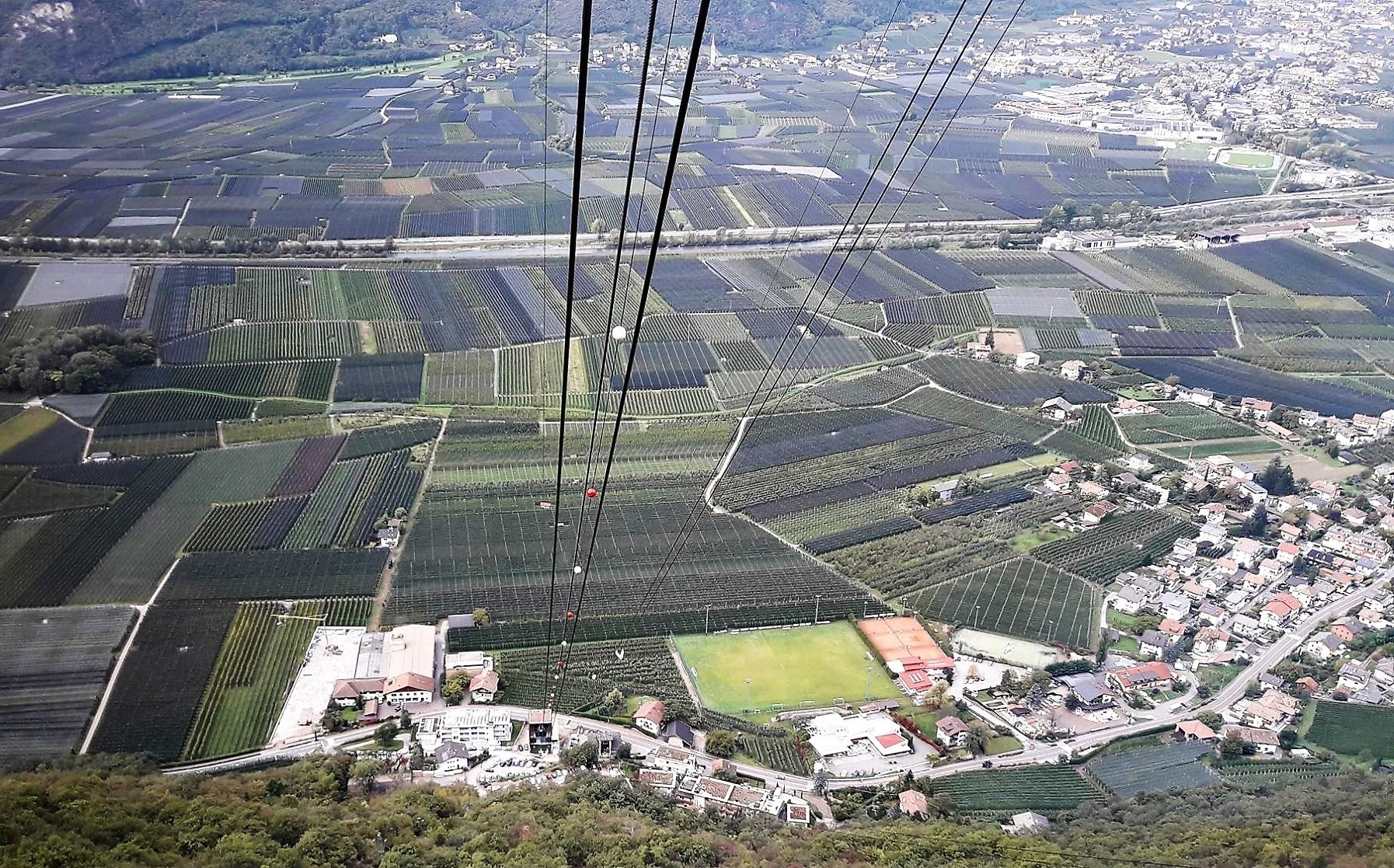
Il percorso della funivia di Verano

Il percorso conduce dai 267 m s.l.m. situato nella periferia meridionale di Postal, su una singola colonna di 44 m fino alla stazione di montagna vicino al centro di Verano. Si trova a 1179 m s.l.m., quindi la funivia supera una differenza di altezza di 912 m.

## Storia
Una prima funivia con cinque colonne costruite in cemento tra Postal e Verano è stata costruita dalla ditta Hölzl e messa in funzione nel 1958. La cabina di questa funivia trasportava fino a dodici persone e il viaggio durava circa 8 minuti. Nel 2000 l'impianto fu nuovamente rinnovato.
Al fine di soddisfare una crescente domanda - anche per i ciclisti - l'azienda Doppelmayr si è aggiudicata l'appalto per un nuovo restauro nel 2016. Ciò ha comportato un riallineamento della linea ferroviaria Merano-Bolzano accanto al vecchio sistema, un nuovo che serve come centro per la mobilità stazione a valle e una nuova stazione a monte. La maggior parte dei finanziamenti (circa 9,3 milioni di euro) sono stati assunti dalla provincia autonoma di Bolzano mentre il restante 10% dalla comunità di Verano. L'inaugurazione si è svolta il 7 ottobre 2017.

## Tecnica
La funivia ha una lunghezza obliqua di 2120 m. La velocità di guida è di 10 m/s (poco meno di 40 km/h), il tempo di percorrenza è di circa 5 minuti. Grazie alla cabina di 35 passeggeri, si ottiene una capacità di circa 360 persone all'ora.